# シュン感!
『シュン感!』（シュンかん）は、日本テレビ系列局で放送されていた日本テレビ製作の紀行番組である。NEXCO中日本の一社提供。製作局の日本テレビでは2008年2月2日から2009年3月29日まで放送。全61回。

## 概要
毎回ゲストタレントが友人や家族と2人でNEXCO中日本管轄の高速道路および有料道路の沿線にある観光地を巡り、印象に残った光景を一枚の写真で表現していたミニ番組。「心を動かす旬（シュン）な瞬（シュン）感を一枚の写真に…」をキャッチフレーズに掲げていた。訪問先は関東地方とその周辺地域が多かった。ハイビジョン制作番組で、ステレオ放送を実施していた。
当初は関東ローカルの番組として土曜 11:55 - 12:00 （日本標準時、以下同）に放送されていたが、2008年4月6日からはNEXCO中日本の管轄エリア内にある系列地方局でも放送されるようになった。これらの局は、同じくNEXCO中日本提供のミニ番組『私的道案内』（中京テレビ）をネットしていた局である。このネット局の増加に合わせ、日本テレビは番組の放送時間を日曜 23:26 - 23:30 （中京テレビ以外では『ダウンタウンのガキの使いやあらへんで!!』の直後の時間帯）に変更した。
なお、滋賀県もNEXCO中日本の管轄エリア内にあるが、同県を放送対象地域とする読売テレビでは放送されていない。

## 放送リスト
| 放送回    | 出演者                | 利用したNEXCO中日本の道路           | 訪問した地域    | 訪問した主な観光地                           |
| --------- | --------------------- | ----------------------------------- | --------------- | -------------------------------------------- |
| #1 - #4   | 深澤里奈 今井りか     | 中央自動車道 東富士五湖道路         | 山梨県          | 河口湖・忍野八海・山中湖                     |
| #5 - #9   | 佐伯日菜子 川島令美   | 西湘バイパス 小田原厚木道路         | 神奈川県 静岡県 | 小田原城・河津町(河津桜)・東伊豆町稲取       |
| #10 - #13 | 岩崎ひろみ 野口かおる | 東名阪自動車道                      | 三重県          | 亀山宿・伊賀                                 |
| #14 - #17 | はな NORIKO           | 東名高速道路                        | 静岡県          | 蓬萊橋・金谷宿                               |
| #18 - #22 | 高橋ジョージ 三船美佳 | 新湘南バイパス                      | 神奈川県        | 長谷寺・浄明寺・鎌倉文学館                   |
| #23 - #26 | 斉藤祥太 斉藤慶太     | 中央自動車道                        | 山梨県          | 八ヶ岳山麓                                   |
| #27 - #31 | 照英 両國宏           | 東海北陸自動車道                    | 岐阜県          | 郡上八幡・白川郷・長良川                     |
| #32 - #36 | はしのえみ 遊井亮子   | 東名高速道路                        | 静岡県          | 浜名湖・中田島砂丘・万葉の森公園             |
| #37 - #41 | 水野裕子 岡田茉奈     | 東名高速道路                        | 愛知県          | 豊川稲荷・伊良湖岬（恋路ヶ浜・伊良湖岬灯台） |
| #42 - #46 | 金子貴俊 村田充       | 中央自動車道 中部横断自動車道       | 山梨県          | 昇仙峡・山梨県笛吹川フルーツ公園             |
| #47 - #51 | 田中美里 松永京子     | 北陸自動車道                        | 石川県          | 兼六園・近江町市場・ひがし茶屋街             |
| #52 - #55 | 中尾明慶 白石隼也     | 中央自動車道 首都圏中央連絡自動車道 | 東京都          | 払沢の滝・高尾山                             |
| #56 - #61 | 田丸麻紀 高部あい     | 東名高速道路 西湘バイパス 箱根新道  | 神奈川県        | 湯河原梅林・吾妻山公園                       |

## 放送局
| 放送対象地域 | 放送局               | 系列                          | 放送日時 | 備考           |
| ------------ | -------------------- | ----------------------------- | --- | -------------- |
| 関東広域圏   | 日本テレビ (NTV)     | 日本テレビ系列                | 土曜 11時55分 - 12時00分（2008年2月2日 - 2008年3月29日） 日曜 23時26分 - 23時30分（2008年4月6日 - 2009年3月29日） | 製作局         |
| 富山県       | 北日本放送 (KNB)     | 日本テレビ系列                | 土曜 11時55分 - 12時00分                                                                                          | 1日先行        |
| 石川県       | テレビ金沢 (KTK)     | 日本テレビ系列                | 日曜 23時26分 - 23時30分                                                                                          | 同時ネット     |
| 山梨県       | 山梨放送 (YBS)       | 日本テレビ系列                | 日曜 11時40分 - 11時45分                                                                                          | 11時間46分先行 |
| 長野県       | テレビ信州 (TSB)     | 日本テレビ系列                | 土曜 21時54分 - 22時00分                                                                                          | 1日先行        |
| 静岡県       | 静岡第一テレビ (SDT) | 日本テレビ系列                | 月曜 21時54分 - 22時00分                                                                                          | 1日遅れ        |
| 中京広域圏   | 中京テレビ (CTV)     | 日本テレビ系列                | 日曜 23時24分 - 23時30分                                                                                          | 同時ネット     |
| 福井県       | 福井放送 (FBC)       | 日本テレビ系列 テレビ朝日系列 | 土曜 17時55分 - 18時00分                                                                                          | 1日先行        |

1. ↑  番組表上での表記。実際には23時26分放送開始。

## スタッフ
- ナレーション：古市幸子（当時日本テレビアナウンサー）
- 制作協力：ZION
- 製作著作：日テレ